# Kalanchoe tetramera
Kalanchoe tetramera ist eine Pflanzenart der Gattung Kalanchoe in der Familie der Dickblattgewächse (Crassulaceae).

## Beschreibung

### Vegetative Merkmale
Kalanchoe tetramera ist eine aufrechte, vermutlich ausdauernde Pflanze. Ihre stielrunden, fleischigen Triebe sind jung flaumhaarig mit dichtem Indumentum und verkahlen dann. Der Blattrand ist ganzrandig, sonst ist über die Laubblätter nichts weiter bekannt.

### Generative Merkmale
Der dicht behaarte Blütenstand ist breit ebensträußig. Der Blütenstandsstiel ist flaumhaarig. Die aufrechten, spärlich fein flaumhaarigen, gelben Blüten stehen an 5 bis 6 Millimeter langen, flaumhaarigen Blütenstielen. Die lanzettlichen, zugespitzten Kelchzipfel sind etwa 7 Millimeter lang und 2,5 Millimeter breit. Die gelbe, urnenförmige, fein flaumhaarige Kronröhre ist etwa 13 Millimeter lang. Ihre verkehrt eiförmigen, zugespitzten Kronzipfel weisen eine Länge von etwa 10 Millimeter auf und sind 5 Millimeter breit. Die Staubblätter sind nahe der Spitze der Kronröhre angeheftet und ragen nicht aus der Blüte heraus. Die länglichen Staubbeutel sind etwa 1,3 Millimeter lang. Die linealisch-lanzettlichen Nektarschüppchen weisen eine Länge von etwa 2 Millimeter auf. Das Fruchtblatt weist eine Länge von 8 bis 9 Millimeter auf. Der Griffel ist etwa 1,4 Millimeter lang.

## Systematik und Verbreitung
Kalanchoe tetramera ist in Thailand auf Kalkfelsen in Höhen von 400 Metern  verbreitet.
Die Erstbeschreibung durch Patrick Geddes wurde 1928 veröffentlicht. Die Art ist nur sehr unzureichend bekannt.

## Nachweise